# El Moyesser
El Moyesser este o comună din departamentul Boutilimit, Regiunea Trarza, Mauritania, cu o populație de 2.405 locuitori.